# Jeziory Wielkie (jezioro)
Jeziory Wielkie – jezioro w woj. wielkopolskim, w powiecie średzkim, w gminie Zaniemyśl o powierzchni ok. 68 hektarów i średniej głębokości 4,5 - 6,0 metrów. Nad jeziorem leżą wsie: Jeziory Wielkie, Jeziory Małe, Doliwiec Leśny.